# 若石总修院
若石总修院是1860年至1958年天主教为培养在中国河北省东南部地区传教的神职人员，修学神哲学的一所大修道院，为天主教在该省东南部所设的4个教区（献县、永年、大名和景县）联合设立。由于政局动荡，该修院曾数次迁徙。

## 历史

### 献县时期
1856年，罗马教廷将2个重要地区的传教事务交给法国耶稣会负责，开辟了2大传教区：以上海徐家汇为中心的江南代牧区（江苏、安徽两省）和以献县张庄为中心的直隶东南代牧区（河北东南部）。
直隶东南代牧区的主教座堂最初位于威县赵家庄。1860年2月4日,李秀芳神父在那里成立了教区第一所修道院。当时的校舍只有土房六间，首届修生13人。
次年7月，由于匪患的威胁，修道院随同主教座堂向北迁徙到献县张家庄，从1860年到1869年共招十届修生。1878年，修道院共有大小修生38人。
直隶东南代牧区在献县张庄的主教座堂规模庞大，占地七百余亩，房舍有1300间，内有教堂6座，包括东西两大院，大修院起初位于东大院公鸡楼。
最初，直隶东南代牧区的神甫都是来自法国香槟地区。1929年至1939年，直隶东南代牧区陆续分成了献县、永年、大名和景县4个教区，以安置来自其他欧洲国家的耶稣会神父。虽然分设了不同教区，但一段时期内，修道院仍由献县教区主办。

### 河间时期
1937年中日战争爆发时，大修院位于天主教献县教区的河间城内。日军迅速占领了河北省，而共产党八路军则在乡间打游击战，河北社会处于动荡不宁的状态。上述几种势力均对天主教会怀有戒备或敌意，于是在河北省东南部传教的耶稣会神父们，被迫在各种势力的夹缝中，在分散的乡村中艰难传教，常常要穿行于不同势力占领的地带，去照看为数众多的农村天主教徒。
在这种情形下，发生了不幸的若石修院事件。1939年7月15日，教区设在河间的大修院有24名师生被日军认为私通八路军而遭活埋。

### 景县时期
这时，在1939年4月27日新成立的景县监牧区（版图为河间府南部及冀州12个县），由奥地利（已经与德国合并）主教负责，被献县、永年、大名和景县4个教区认定是较为安全的地方，于是决定联合在景县开办若石总修院（St. Joseph Seminary）。1940年大修院迁至景县。1941年，献县、景县、大名、永年教区合办景县若石大修院。
1945年，长达八年的中国抗日战争终于结束，然而国共内战又接踵而来，中国北方再次陷入战乱。1945——1946年间，河北农村大部分地区均被共产党占领，献县、永年、大名和景县4个教区都开始遭受一连串严厉的清算斗争，陆续有不少神父被捕劳改，同时各个教区都突然发现面临巨额赔款，于是被迫交出教会财产及土地。1944年1月6日，若石总修院院长蒲敏道神父连同景县的全体外国传教士一起被捕，在接受群众批斗时，曾在水灾期间受过教会帮助的民众，没有人愿意出来指控，于是在14天后，蒲敏道被释放。但若石总修院的产业已经被没收，神父们被赶出景县教区，蒲敏道神父，带领若石总修院的修生及教授们前往北平避难。

### 北平时期
在北平，蒲敏道以罗马交付的两万美金及4个教区主教的同意下，在北平东城北新桥附近的王驸马胡同以極便宜的價格买到一位中國富豪拋售的约25公亩的土地及一座大宅院，三个月后，景县大修院在北平重新开课，广阔的临时校园还有操场、篮球场、排球场。
1948年12月底，北京城已经被解放军包围，院长蒲敏道神父收到罗马耶稣会总会的紧急电报，立即搭机回罗马报告中国大陆的情况，被指派担任耶稣会「中国视察员」，负责统筹协助中国所有耶稣会士撤退事宜。蒲敏道和赵振声等多位天主教教区主教决定，优先安排200多名若石总修院和北京辅仁大学多玛斯哲学院的青年修生率先撤退到安全地区。若石总修院的修生开始第二次逃难历程。教会将一笔旅费及车票、机票或船票交给修士，分别经由陆、海、空各路，以尽可能快的方式，三、五个人一组，搭乘任何可能的交通工具，经由上海、香港，陆续全部以临时观光客的名义进入菲律宾。

### 菲律宾时期
1949年，若石总修院来到菲律宾以后，最初被安排在一处农场，后来迁到马尼拉郊区一处废弃军营。
安排这次逃亡行动的蒲敏道院长，自己则留在上海5年之久，继续协助还留在中国内地的其它耶稣会神父离开，直到1953年被驱逐离开中国大陆，1954年来到菲律宾，再次担任修院院长，直到4年后所有修生完成学业。
1999年，菲律宾举行圣若石修院迁菲五十周年（1949──1999）庆祝活动，蒲神父当然也前往参加。

### 尾声
1954年，献县教区设在北京的小修院被占解散，同年，献县教区送到上海徐家汇修道院就读的7名修生也被遣返原籍。一部分修生回献县，重新在献县成立修院，但始终未能安静顺利地上课。1955年在张庄总堂大小修生共有16人，田如峰神父任院长，陈义神父讲课。1957年，赵振声主教在取得政府批准手续后，在献县、景县、大名、永年4教区扩招9人（报名者约有60人），其中多为大修生。
　　
1958年，献县教区修道院实行半耕半读，部分修生离堂。同年底该修道院迁往天津与天津教区修道院合并，合并后共11人，其中大修生7人(献县教区2人)。不久修院停办，大修生在天津市宗教事务处主持创办的塑料厂工作。

## 历任院长
- 蒲敏道：1941－1947，1954－1958